# SC-401
A SC-401 é uma rodovia brasileira localizada em Florianópolis, Santa Catarina, que faz a ligação entre o norte e o sul da Ilha de Santa Catarina. É a rodovia estadual mais movimentada de Santa Catarina.
Possui quatro trechos: o trecho norte, que é mais conhecido pela sigla, liga a região central de Florianópolis ao Norte da Ilha, é oficialmente chamado de Rodovia José Carlos Daux. Um segundo trecho de transição entre norte e sul se sobrepõe a algumas avenidas municipais, contornando o Centro. O terceiro trecho, a Rodovia Governador Aderbal Ramos da Silva, mais conhecida como Via Expressa Sul, fica em um aterro na Baía Sul e inclui o único túnel da cidade. No fim do aterro, a rodovia segue em seu trecho final, chamado oficialmente Rodovia João Nilson Zunino, rumo ao Sul da Ilha, sendo o acesso ao Aeroporto Internacional de Florianópolis.

## Trecho Norte
O trecho norte da SC-401 é conhecido pela própria sigla da rodovia, o que leva a população em geral a acreditar que esta é a única parte da estrada. Surgida de uma estrada que remonta aos anos 1930, quando o governo de Adolfo Konder cria a rodovia Virgílio Luz. A ideia já vinha de antes, quando o governador Hercílio Luz imaginou uma estrada que ligasse o norte e suas futuras estações balneárias a nova ponte que iria ligar a ilha e o continente. Nos anos 1970, a rodovia Virgílio Luz é reformada, ganha um novo traçado e um novo nome: Rodovia José Carlos Daux, seu nome oficial até hoje, ligando os bairro Itacorubi e Canasvieiras. Entre 1995 e 1998, parte da rodovia, entre o João Paulo e o Ratones, é duplicado, e o trecho entre Canasvieiras e Ratones foi duplicado em 2011. Após a inauguração da sua duplicação, a contagem de sua quilometragem foi invertida, e seu Km 0 agora é em Canasvieiras.
A SC-401 é a principal ligação entre o Centro e o Norte da Ilha, e é considerada a mais movimentada de Santa Catarina, com um tráfego médio diário de cerca de 60 mil veículos em seu ponto mais crítico, próximo ao bairro João Paulo. Na alta temporada, com a chegada dos turistas que vêm principalmente do Rio Grande do Sul, Argentina e Uruguai, este número praticamente duplica. Ao longo da SC-401 é possível acessar os bairros Santo Antônio de Lisboa, Cacupé, Vargem Grande, Vargem Pequena, Recanto dos Açores, Ratones e Canasvieiras. A partir da SC-401 ficam os acessos para Jurerê, Daniela, Cachoeira do Bom Jesus, Ponta das Canas e Ingleses, através de vias como a SC-402 e a SC-403. O fim do trecho é o início da SC-404, que permite o acesso ao Itacorubi e a Lagoa da Conceição, e a Avenida da Saudade, que liga a SC-401 a Beira-Mar Norte.  
A rodovia possui duas faixas, mas em alguns trechos não possui acostamento, em dias de movimento intenso, causam pequenos engarrafamentos. O trânsito é muito intenso na rodovia principalmente em fins de semana de verão, já que algumas das praias mais populares de Florianópolis estão no norte da Ilha. Engarrafamentos não são raros em tais ocasiões. Ao longo da rodovia a velocidade máxima permitida varia entre 80 km/h e 60 km/h, chegando a 40 km/h no trecho do pedágio desativado - uma peculiaridade da SC-401, essa estrutura foi criada para ser uma praça de pedágio, mas nunca chegou a ser devido a pressão da opinião pública contra a obrigatoriedade de se pagar pedágio para transitar dentro do próprio município. O local é usada como posto da Policia Militar Rodoviária na atualidade.
Bem como várias rodovias brasileiras de tráfego intenso, a SC-401 é palco de muitos acidentes automotivos, sobretudo em feriados como o Carnaval, já tendo sido considerada a rodovia estadual mais perigosa de Santa Catarina. O recorde de dias sem acidentes fatais, que era de 210 dias e perdurava há mais de 20 anos, foi superado no dia 16 de junho de 2019.

## Trecho Sul
Após um trecho de sobreposição entre a SC-401 e algumas avenidas municipais, como a Avenida da Saudade, a Avenida Beira-Mar Norte e a Rodovia Governador Gustavo Richard, a SC-401 volta a ter jurisdição estadual a partir do Túnel Antonieta de Barros. O trecho sul normalmente não é associado com a sigla SC-401, que é usada no dia a dia apenas para se referir ao trecho norte. Dois trechos fazem parte da "SC-401 Sul" na atualidade: a Via Expressa Sul, oficialmente Rodovia Governador Aderbal Ramos da Silva, e a Rodovia João Nilson Zunino, o trecho final que foi ampliado para ser parte do novo acesso ao Aeroporto Hercílio Luz.

### Via Expressa Sul (Rodovia Governador Aderbal Ramos da Silva)

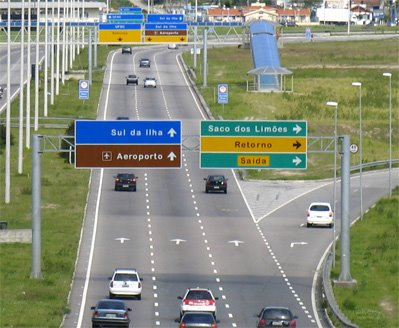
A Via Expressa Sul é parte da SC-401.

O trecho da SC-401 sobre o aterro é chamado de Via Expressa Sul desde que foi idealizada nos anos 1990, e tem nome oficial de Rodovia Governador Aderbal Ramos da Silva. É uma via de trânsito rápido, mas apesar disso conta com semáforos em alguns pontos. A Via Expressa Sul vai do Túnel Antonieta de Barros até a SC-405, no Elevado do Trevo da Seta, ligando o centro ao sul da capital catarinense.
Criada como uma solução para o trânsito para o sul da ilha, possui 2 pistas de três faixas e 6 km de extensão, construídas sobre aterro hidráulico implantado na orla marítima, envolvendo cerca de 7.800.00 de m³ de areia. Sua construção levou cerca de sete anos, sendo aberta em 2004.
Ao longo da Via Expressa Sul é possível acessar os bairros Saco dos Limões, Pantanal e Costeira do Pirajubaé. É também o caminho para o bairro Carianos, onde ficava o terminal do Aeroporto Internacional de Florianópolis antes de 2019 e onde fica o Estádio da Ressacada. Dias de jogos do Avaí geram tráfego intenso na via.
Atualmente, a prefeitura de Florianópolis quer revitalizar a rodovia, tornando-a um ponto de interesse tão importante quando a Beira-Mar Norte - por isso, o projeto é chamado Beira-Mar Sul.

### Acesso ao Aeroporto (Rodovia João Nilson Zunino)
A parte final da SC-401 serve para ligar a Via Expressa Sul ao Aeroporto Internacional de Florianópolis. Seu formato atual vai do Elevado do Trevo da Seta até a frente do terminal de passageiros. Ela tem o formato atual desde 2019.
Com a privatização do aeroporto, a concessionária Floripa Airport começa a construir um novo terminal do outro lado da pista em relação ao atual, o que leva o governo catarinense a ampliar o trecho da SC-401 que existia até então - ela ia do Trevo da Seta, no final da Via Expressa Sul, ao bairro Carianos, e levava o nome de Avenida Deputado Diomício Freitas - até uma nova estrada de acesso ao aeroporto.
Assim, o trecho entre o Trevo da Seta e o bairro é duplicado, e um novo trecho é feito, contornando o Carianos e indo até uma rótula com a Rodovia Aparício Ramos Cordeiro, onde se sobrepõe rapidamente a esta rodovia, se separando logo depois até o aeroporto. Na rótula, é possível chegar a SC-405, e, se optar por não voltar a SC-401 rumo ao aeroporto e seguir na Rodovia Aparício Ramos Cordeiro, é possível chegar a Tapera, o que tornou a SC-401 também um novo caminho ao Sul da Ilha. O trecho antigo e o novo são unidos por um novo elevado, o Elevado da Ressacada, se tornam o novo traçado da SC-401, que passa a ser chamada de Rodovia João Nilson Zunino.

## Túnel Antonieta de Barros
O único túnel de Florianópolis fica no trecho sul da SC-401. Foi nomeado em homenagem a Antonieta de Barros e liga o Centro e a Prainha ao Saco dos Limões, e a região central ao Sul da Ilha, atravessando o Maciço do Morro da Cruz. Sua extensão total é de 1.447 metros, cerca de 720 m de cada túnel.

### Construção
Para atravessar o morro foram construídos dois túneis escavados em rocha e 4 viadutos utilizando a técnica NATM. A entrada para o túnel é feita no bairro da Prainha, com saída no Saco dos Limões. O Estudo de Impacto Ambiental foi solicitado a ser executado pela Universidade Federal de Santa Catarina, e então o professor Colombo Machado Salles ficou encarregado de executar o estudo.
O contratante desta obra foi o DER (atual DNIT), o projeto foi da Figueiredo Ferraz Engenharia, e o consórcio vencedor da execução foi o CBPO/CNO (parte da Odebrecht(atual Novonor)) pelo valor de 37.900.865,10 reais (2002). Seus principais quantitativos de construção foram cerca de 6.500 m³ de concreto projetado, 10.700 tirantes, e quase 26.000 m³ de concreto usinado. 
Para a perfuração do túnel foram mais 4 anos e foi sujeita a desconfianças por parte de sobrepreços e prazos.